# La Ceja
La Ceja est une municipalité située dans le département d'Antioquia, en Colombie.

## Culture locale et patrimoine
- Chapelle Notre-Dame-de-Chiquinquirá, classée monument national via le décret no 1908 du 2 novembre 1995[2].